# Acianthera prognatha
Acianthera prognatha é  uma espécie de orquídea (Orchidaceae) que existe na Colômbia e noroeste da Venezuela. Pertence à secção Sicaria, subseção Sicaria do gênero Acianthera, caracterizado plantas de crescimento cespitoso, com caules secundários, também chamados ramicaules, tão ou mais longos que as folhas, com a secção superior triangular, mais largos junto a folha que na base, inflorescência subséssil com poucas ou muitas flores, segmentos florais frequentemente espessos, ou levemente pubescentes ou papilosos, em um grupo composto por plantas pouco fibrosas, mais ou menos suculentas e facilmente quebradiças, com ramicaule claramente alado cuja folha parece uma continuação do ramicaule, ou seja a o fim do ramicaule e começo da folhas não ficam claramente visíveis. Esta espécie distingue-se das demais ser a única com flores cujo labelo tem lobos laterais obtusos, sépalas apiculadas e pétalas longamente fimbriadas.

## Publicação e sinônimos
- Acianthera prognatha (Luer & R.Escobar) Pridgeon & M.W.Chase, Lindleyana 16: 245 (2001).

Sinônimos homotípicos:
- Pleurothallis prognatha Luer & R.Escobar, Orquideologia 16: 30 (1983).